# Klaus Krumfuß

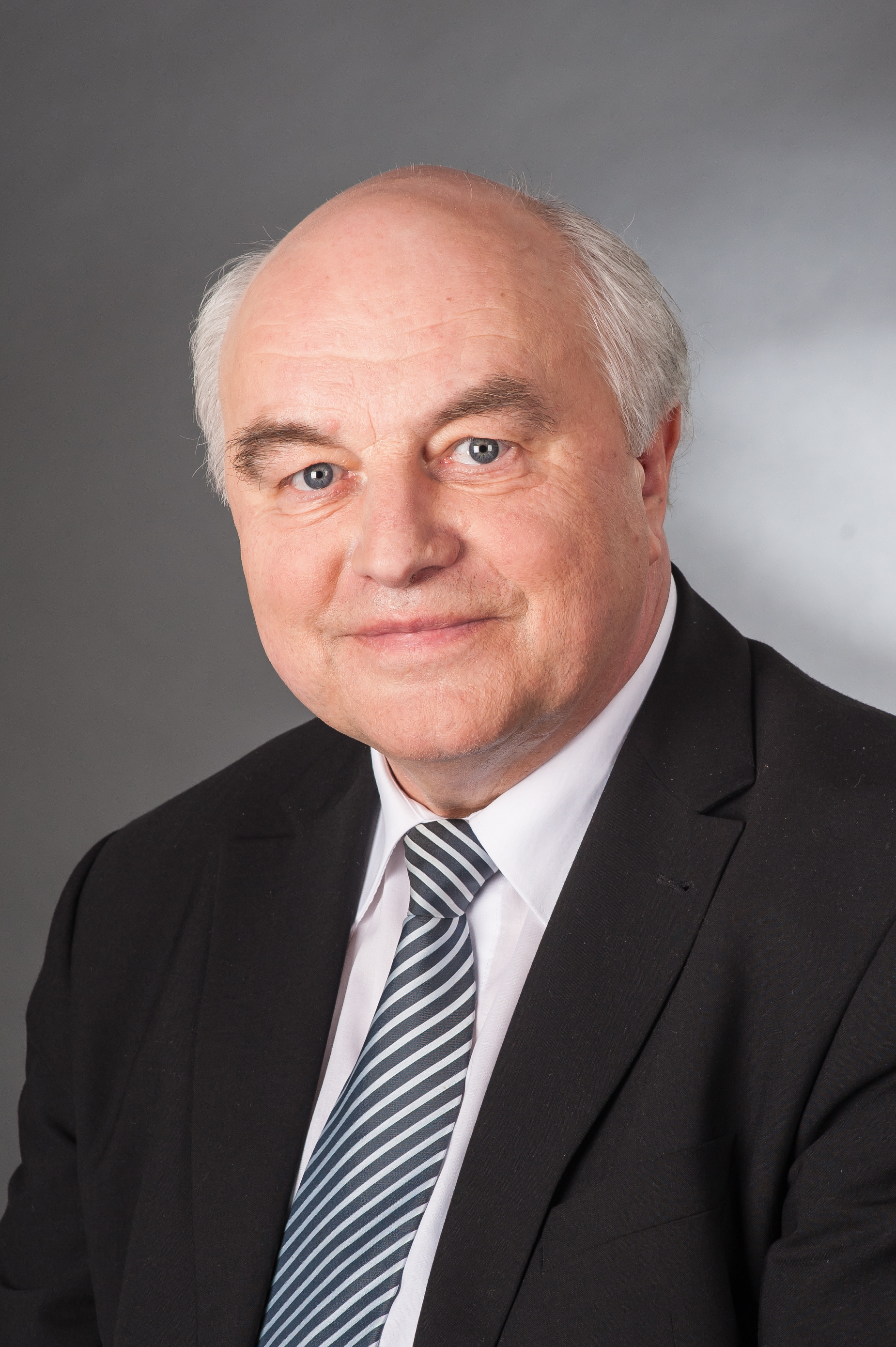
Klaus Krumfuß, 2013

Klaus Krumfuß (* 12. März 1950 in Coppengrave) ist ein deutscher Kommunalpolitiker (CDU) und war bis November 2017 Mitglied im Landtag Niedersachsen. 

## Leben
Nach seiner Ausbildung im Kfz-Handwerk war er Zeitsoldat bei der Bundeswehr. Danach absolvierte er eine kaufmännische Ausbildung und war bis 1998 als Polizeibeamter der Polizei Niedersachsen in Alfeld tätig.
Seit 1977 ist er Mitglied der CDU und seit 1984 Vorsitzender des CDU-Gemeindeverbandes Duingen. Auch ist er seit 1996 als stellvertretender Vorsitzender des CDU-Kreisverbandes Hildesheim tätig. Er gehörte dem Landtag Niedersachsen von 1998 bis November 2017 an. Er war Vorsitzender des Petitionsausschusses, Mitglied im Ausschuss für Angelegenheiten des Verfassungsschutzes und Stellvertretendes Mitglied im Ausschuss für Inneres und Sport. Krumfuß ist verheiratet und hat ein Kind. 

## Bundesversammlung 2012
Am 24. Februar 2012 wählte der Landtag die Delegierten für die Bundesversammlung 2012. Da die 17-jährige Denise Deters zwar zum Zeitpunkt der Bundesversammlung volljährig wäre, aber noch nicht zum Zeitpunkt ihrer eigenen Wahlannahme, war ihre Aufstellung ungültig. Am 28. Februar erklärte der Landtag, dass Krumfuß als erster Nachrücker ihr Mandat einnehmen würde.